# 青山县
青山县是隋代、唐代时曾经设立过的县份。治所在今河北省内丘县大孟村镇西的东青山村。

## 沿革
隋开皇十六年（596年）置青山县，属邢州，大业二年（606年）正月废入龙岗县。
唐开德元年（618年）析龙冈县、内丘县复置青山县，开成五年（840年）并入龙冈县。

## 故址
据《内丘县志》：“县有黑山城，在县西南青山村，即青山故城也。”，《大清一统志》则说：“青山故城在内丘县西南，接邢台县界。”《资治通鉴》等记载唐末李克用与朱全忠军队数次大战的“青山口”一般认为即为此地。
一般认为青山县治城址位于黑山脚下，白马河北岸。明万历二十三年（1595年）《创建青山村东岳庙神路记》：“邑西南二十五里许有青山村，考志载古建为青山县，今则为村。”